# Ballate non pagate
Ballate non pagate è una raccolta di poesie della poetessa Alda Merini pubblicata dalla casa editrice Einaudi nel 1995 e vincitrice del Premio Viareggio per la poesia nel 1996.
La raccolta, dopo una premessa in prosa che ha inizio con le parole "Di quel fosco periodo ricordo soltanto... ", si divide in due parti di cui la prima propone le poesie che vanno dal 1989 al 1993, mentre la seconda quelle di maggio-settembre 1994.
Le poesie che compongono la prima parte della raccolta sono dattiloscritte e sono state inviate dall'autrice o direttamente all'editore o consegnate a gruppo di quattro o cinque per volta alla curatrice della collana.
Molte di queste poesie si possono far risalire al periodo in cui la scrittrice frequentava il caffè-libreria "Chimera" sul Naviglio e, come scrive Laura Alunno "portava con sé fogli dattiloscritti che regalava agli avventori, fogli coperti di caratteri alterni, sfuocati e turchini perché la sua macchina da scrivere era senza nastro e Alda Merini batteva i tasti direttamente sulla carta carbone".
Protagonisti di questa raccolta sono persone incontrate lungo la strada del Naviglio o persone note come Giorgio Manganelli, che l'aveva scoperta e presentata sulla scena letteraria, o Michele Pierri il poeta di Taranto che in seguito sposerà.
Ogni poesia ha una sua storia, accaduta in un momento della vita dell'autrice e "... sono liriche cercate nel quotidiano da una donna forse stanca di Dio, un Dio al quale pure aveva dedicato molti bellissimi versi, tanto da essere salutata agli esordi quale poetessa mistica. Un Dio a lungo chiamato e oggi un poco accantonato per aprire più decisamente le braccia al "pagano", da sempre rimasto sull'uscio".
Drammatiche tra le liriche della raccolta quelle nate dall'angoscia della morte di amici (Manganelli, Pierri, Titano) e soprattutto da quella improvvisa, innaturale, di Roberto Volponi, per incidente aereo avvenuto nel 1989 a L'Avana, figlio dello scrittore Paolo Volponi e caro sodale dell'autrice".
Inebriami di baci, come statua/ che abbia compiuto musiche maggiori. (da Rendimi i miei capelli)
Vieni a rapirmi e dentro questo ardente/ panorama di sogno a rinverdirmi./ Vieni allo spazio della vita mia,/ cambiamento di tempo: se sei uomo/ devi divaricare la mia mente,/ ma se sei donna non avrai salute/ né fame né ricordo maledetto. (da Vieni a rapirmi)
Incolpi i maghi della mia fortuna/ invidioso che io rida tra la folla,/ anima accesa ormai dall'avventura./ E ti è caro sapermi innamorata/ come un fiasco che tenga in riva al mare/ la sua gran mota d'anima boschiva/ di sempreverdi valli della terra. (da O disgiunto dai palpiti del cuore)
Alata donna, cessa il tuo rancore:/ la vita che ti porti del mistero/ profuma male sopra il tuo cuscino/ e moribonda si appassisce via./ Così trasuda ogni albero superbo/ l'amore, dietro ai tetri tuoi concimi/ che irradi di semenza e di lussuria,/ e paga almeno per il rapimento/ di anime violate. (da Alata donna)
Sono una donna dalle cieche braccia/ che si regge rapita nella salma/ di te beato che mi canti in piena (da Era il sei di gennaio)
Chiedimi qualche cosa che mi inganni,/ la certezza che tu non sei mancato/ agli eventi felici della terra,/ o divo illustre che mi rinnovavi/ e stringendomi forte nelle spalle/ mi salvavi dal dubbio e dal veleno/ di una vita che piano si disperde. (da Lamento per la morte di Paolo Volponi)
Tua moglie, una conchiglia di mistero,/ donna che si difende alle parole,/ come Petrarca ne farei una dea./ È donna che ricerca smarrimenti/ che cerca un'acqua torbida di morte/ per poi ridiventare sirenetta./ Hai mai capito tu quelle ali unite/ di troppo maneggevole farfalla/ che vorrebbe volare oltre i momenti/ di questa terra gonfia di confini? (da Tua moglie, una conchiglia di mistero)